# Adam Robitel
Adam Robitel (26 de maio de 1978) é um diretor, produtor, roteirista e ator de cinema norte-americano. É mais conhecido por dirigir longas de terror, como The Taking of Deborah Logan (2014), Insidious: The Last Key (2018), Escape Room (2019) e sua sequência Escape Room: Tournament of Champions (2021). Também co-escreveu Paranormal Activity: The Ghost Dimension (2015).
Adam Robitel nasceu em 28 de maio de 1978. Formou-se na Escola de Artes Cinematográficas da Universidade do Sul da Califórnia.
O Deadline Hollywood informou em julho de 2021 que Robitel e o co-roteirista Gavin Heffernan fizeram parceria com Darren Aronofsky em uma série de suspense para a Netflix intitulada The Craving.
Em julho de 2019, o Deadline Hollywood postou que Heffernan e Robitel se uniram a Sam Raimi em um "thriller sobrenatural sem título" para a Sony Pictures.

## Vida pessoal
Robitel foi criado como católico. Ele era um ginasta que começou a atuar enquanto estava na Escola de Artes Cinematográficas. Seu roteiro de especificação, The Bloody Benders, atraiu a atenção de Guillermo Del Toro e foi sua primeira opção oficial de trabalho.
Ele credita à sua avó, que o criou com sua irmã com histórias de fantasmas, por seu amor por todas as coisas macabras. Robitel vive com seu parceiro Ray há vinte anos.

## Filmografia
| Ano  | Título                                   | Diretor | Escritor |
| ---- | ---------------------------------------- | ------- | -------- |
| 2014 | The Taking of Deborah Logan              | Sim     | Sim      |
| 2015 | Paranormal Activity: The Ghost Dimension | Não     | Sim      |
| 2018 | Insidious: The Last Key                  | Sim     | Não      |
| 2019 | Escape Room                              | Sim     | Não      |
| 2021 | Escape Room: Tournament of Champions     | Sim     | Não      |

Papéis de atuação
| Ano  | Título                         | Papel              | Notas                               |
| ---- | ------------------------------ | ------------------ | ----------------------------------- |
| 2000 | X-Men                          | Guy on Line        |                                     |
| 2002 | The Rules of Attraction        | Dumb Guy from L.A. | não creditado                       |
| 2005 | 2001 Maniacs                   | Lester             |                                     |
| 2006 | Return to Sender               | Butch              | Curta metragem                      |
| 2010 | 2001 Maniacs: Field of Screams | Lester             |                                     |
| 2011 | Chillerama                     | Butch              | Segment: "I Was a Teenage Werebear" |
| 2011 | One for the Road               | Booth              | Curta metragem                      |
| 2012 | Cut/Print                      | Officer Smith      |                                     |
| 2015 | Contracted: Phase II           | Swat Man #1        |                                     |
| 2019 | Escape Room                    | Gabe               |                                     |